# Kanton Cherbourg-Octeville-Sud-Est
Kanton Cherbourg-Octeville-Sud-Est (francouzsky Canton de Cherbourg-Octeville-Sud-Est) byl francouzský kanton v departementu Manche v regionu Dolní Normandie. Tvořila ho pouze jihovýchodní část města Cherbourg-Octeville. Zrušen byl po reformě kantonů 2014.